# St. Petri und Pauli (Marlishausen)

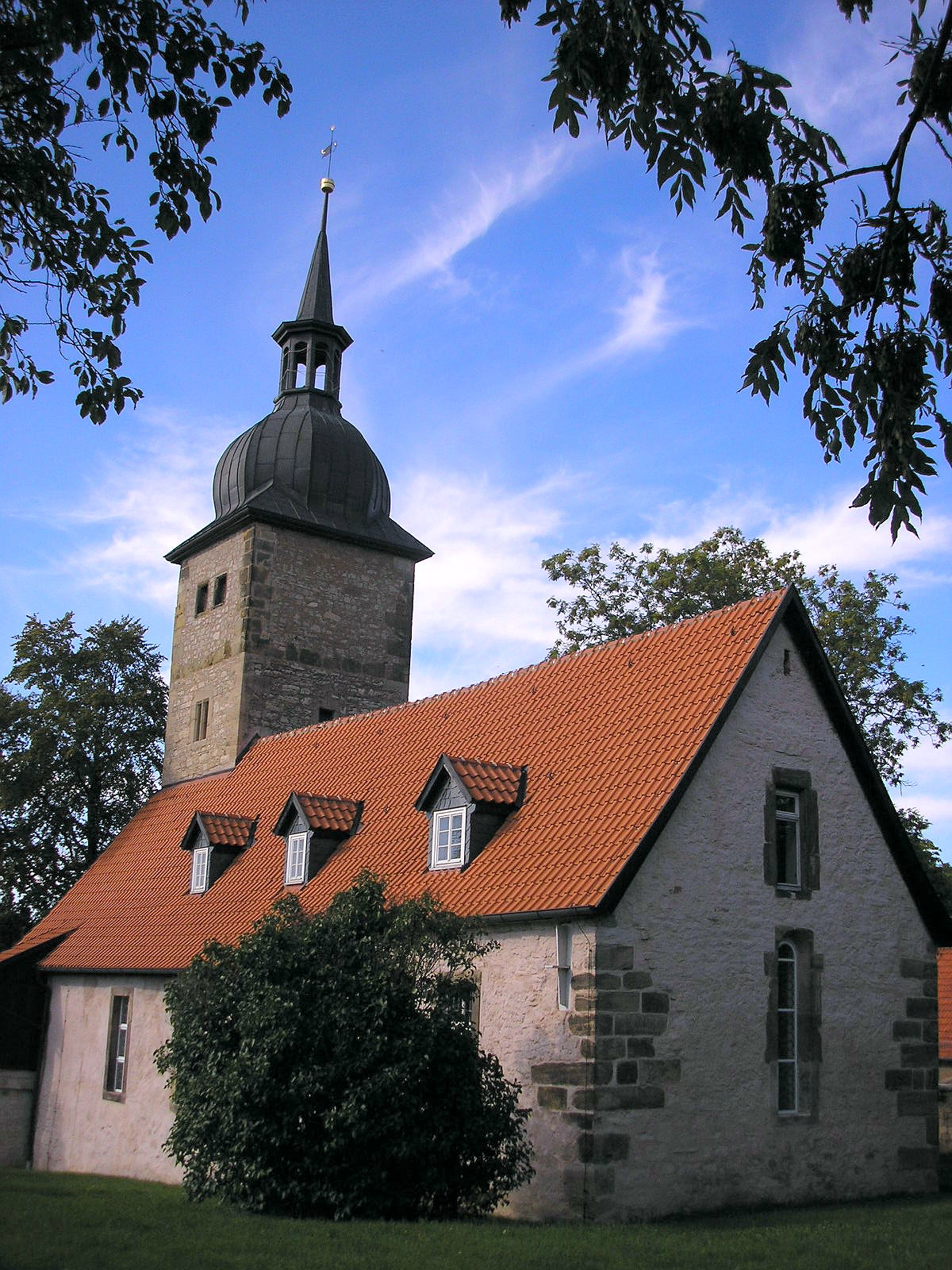
Die Kirche

Die Dorfkirche St. Petri und Paul steht im Ortsteil Marlishausen der Stadt Arnstadt im Ilm-Kreis in Thüringen. Sie gehört zum Pfarramt Marlishausen im Kirchenkreis Arnstadt-Ilmenau der Evangelischen Kirche in Mitteldeutschland.

## Geschichte
Im Jahr 1119 wurde die Dorfkirche erstmals erwähnt. Sie ist eine Saalkirche und steht auf einer Anhöhe im Dorf. Wenige romanische Reste sind erhalten. Altarschrein, Bildtafeln und weitere Skulpturen wurden im Mittelalter angebracht.
Nach der Reformation (1533) gehörte das Gotteshaus zu Schwarzburg. In der Folgezeit wurde das Haus barock umgebaut. Emporenmalereien wurden im 17. Jahrhundert angemalt. Es folgte der Einbau der Orgel und der Kanzelwand im 18. Jahrhundert. Die achteckige Haube mit Laterne und kleinem Spitzhelm entstand 1721. Die Neuordnung und Einbau der Fenster und Türen schloss sich an.
Die beiden Hälften des Flügelaltars bilden heute das Herzstück der Kanzelwand  mit zwei spätmittelalterlichen Tafelbildern.

## Zeitraum 1987–2004
In diesem Zeitraum wurde die Kirche saniert. Die Innenausgestaltung hat den Altarschrein sowie beide Bildtafeln an der Kanzelwand zur Grundlage. Das Erdgeschoss des Kirchturms wurde 1990 zu einer Taufkapelle umgebaut.
Der Taufstein wurde dorthin versetzt.